# Jang Dae-il
Jang Dae-il (en hangul, 장대일; en hanja, 張 大一; nacido el 9 de marzo de 1975 en Incheon) es un exfutbolista surcoreano. Jugaba de defensa y su último club fue el Busan I'Cons de Corea del Sur.
Jang desarrolló su carrera en varios clubes, entre los que se encuentran Seongnam Ilhwa Chunma y Busan I'Cons. Además, fue internacional absoluto por la Selección de fútbol de Corea del Sur y disputó la Copa Mundial de la FIFA 1998.

## Trayectoria

### Clubes
| Club                           | País          | Año         |
| ------------------------------ | ------------- | ----------- |
| Cheonan Ilhwa / Seongnam Ilhwa | Corea del Sur | 1998 - 2000 |
| Busan I'Cons                   | Corea del Sur | 2000 - 2003 |

### Selección nacional
| Selección | País          | Año         |
| --------- | ------------- | ----------- |
| Absoluta  | Corea del Sur | 1997 - 1998 |

## Estadísticas

### Clubes
| Rendimiento de club | Rendimiento de club   | Rendimiento de club | Liga  | Liga  | Copa    | Copa    | Copa de la Liga | Copa de la Liga | Continental | Continental | Total | Total |
| Año                 | Club                  | Liga                | Part. | Goles | Part.   | Goles   | Part.           | Goles           | Part.       | Goles       | Part. | Goles |
| Corea del Sur       | Corea del Sur         | Corea del Sur       | Liga  | Liga  | KFA Cup | KFA Cup | Copa de la Liga | Copa de la Liga | Asia        | Asia        | Total | Total |
| ------------------- | --------------------- | ------------------- | ----- | ----- | ------- | ------- | --------------- | --------------- | ----------- | ----------- | ----- | ----- |
| 1998                | Cheonan Ilhwa Chunma  | K-League            | 13    | 2     | ?       | ?       | 1               | 0               | -           | -           |       |       |
| 1999                | Cheonan Ilhwa Chunma  | K-League            | 15    | 2     | ?       | ?       | 6               | 1               | -           | -           |       |       |
| 2000                | Seongnam Ilhwa Chunma | K-League            | 0     | 0     | ?       | ?       | 5               | 0               | ?           | ?           |       |       |
| 2000                | Busan I'cons          | K-League            | 9     | 0     | ?       | ?       | 2               | 0               | -           | -           |       |       |
| 2001                | Busan I'cons          | K-League            | 6     | 1     | ?       | ?       | 9               | 0               | -           | -           |       |       |
| 2002                | Busan I'cons          | K-League            | 2     | 0     | ?       | ?       | 3               | 0               | -           | -           |       |       |
| 2003                | Busan I'cons          | K-League            | 24    | 0     | 1       | 0       | -               | -               | -           | -           | 25    | 0     |
| Total               | Corea del Sur         | Corea del Sur       | 69    | 5     |         |         | 26              | 1               |             |             |       |       |
| Total carrera       | Total carrera         | Total carrera       | 69    | 5     |         |         | 26              | 1               |             |             |       |       |

### Selección nacional
Fuente:
| Selección de Corea del Sur | Selección de Corea del Sur | Selección de Corea del Sur |
| Año                        | Part.                      | Goles                      |
| -------------------------- | -------------------------- | -------------------------- |
| 1997                       | 6                          | 0                          |
| 1998                       | 9                          | 0                          |
| Total                      | 15                         | 0                          |

### Participaciones en fases finales
| Torneo                         | Sede    | Resultado    | Partidos | Goles |
| ------------------------------ | ------- | ------------ | -------- | ----- |
| Copa Mundial de Fútbol de 1998 | Francia | Primera fase | 0        | 0     |